# Amina Rizk
Amina Rizk (أمينة رزق) , née le 15 avril 1910 à Tanta, morte le 24 août  2003 au Caire, est une actrice égyptienne qui est apparue dans environ 210 spectacles, dont plus de 70 films entre 1928 et 1996. Célibataire, elle se considérait mariée avec l'art de la scène, et a joué pour la dernière fois sur les planches à 93 ans.

## Biographie
À la mort de son père, elle s'installe, avec sa grand-mère, sa mère et sa tante au Caire. Ils habitent dans le quartier Raoud El Faraj, connu pour ses casinos et salles de spectacle. En 1918, elle découvre le monde du théâtre par cette tante. À 13 ans, elle interprète pour la première fois un rôle dans une pièce de théâtre montée par Youssef Wahbi.
Elle poursuit une carrière sur les scènes de théâtre en participant à la troupe d'Ali Al-Kassar, qui joue essentiellement des comédies chantées, et à celle de Youssef Wahbi, avec qui elle tisse des relations d'amitié, puis intègre la compagnie nationale égyptienne.
À partir de la fin des années 1920, et ceci jusqu'en 1996, soit sur près de 7 décennies, elle est une des principales interprètes du cinéma égyptien, qui est un des cinémas les plus actifs au Moyen-Orient, puis de la télévision égyptienne. De grands cinéastes égyptiens la font jouer, notamment son ami Youssef Wahbi, mais aussi Henry Barakat (en 1959, Shatie el hub [Les rivages de l'amour] شاطئ الحب , en 1963, Ressalah min emraa maghoula [Lettre d'une femme inconnue], etc.), Salah Abou Seif (en 1960 : Bidaya wa nihaya [Mort parmi les vivants]), ou encore Mohamed Fadel (en) (Nasser 56). Elle accompagne des acteurs tels que Omar Sharif, Faten Hamama, Farid Shawki ou encore Sanaa Gamil.

## Principaux films
| Transcription               | Année | Titre en arabe        | Traduction                                                        |
| --------------------------- | ----- | --------------------- | ----------------------------------------------------------------- |
| Suad al ghagharia           | 1928  | سعاد الغجرية          | Suad le Nomade                                                    |
| Awlad el zawat              | 1932  | أولاد الذوات          | Enfants gâtés (titre international : Spoiled Children)            |
| Defaa, Al                   | 1935  | الدفاع                | La défense                                                        |
| Saet el tanfiz              | 1938  | ساعة التنفيذ          | Le moment de l’exécution (titre international : The Hour of Fate) |
| Doctor, El                  | 1940  | الدكتور               | Le docteur                                                        |
| Kaiss wa leia               | 1940  | قيس وليلى             | Kaiss wa leila                                                    |
| Kalb el mar'a               | 1940  | قلب المرأة            | Le cœur d'une femme                                               |
| Rajul bayn ml rif           | 1942  | عاصفة على الريف       | Une tempête dans le pays                                          |
| Awlad al fouqara            | 1942  | أولاد الفقراء         | Enfants des pauvres                                               |
| Cleopatra                   | 1943  | كليوباترا             | Cléopâtre                                                         |
| Boassa, El                  | 1944  | البؤساء               | Les Misérables                                                    |
| Man al gani                 | 1944  | من الجاني؟            | Qui est le criminel ?                                             |
| Dahaya el madania           | 1946  | ضحايا المدينة         | Victimes du modernisme                                            |
| Shatie el hub               | 1959  | شاطئ الحب             | Les rivages de l'amour                                            |
| Duʻāʼ al-karawān            | 1959  | دعاء الكروان          | L'Appel du courlis                                                |
| Bidaya wa nihaya            | 1960  | بداية ونهاية          | Mort parmi les vivants                                            |
| Aaz el habaieb              | 1961  | أعز الحبايب           | Le plus désiré de tous (titre international : I Want Love)        |
| Dema alal Neel              | 1961  | دماء على النيل        | Blood on the Nile                                                 |
| Haked, El                   | 1962  | الحاقد                | The Vengeful One                                                  |
| Rajul el taalab, El         | 1962  | الرجل التعلب          | The Fox-Man (titre international : The Smart Operator )           |
| Shoumou el sawdaa, El       | 1962  | الشموع السوداء        | Les bougies noires                                                |
| Telmiza, El                 | 1962  | التلميذة              | L'étudiant                                                        |
| Ressalah min emraa maghoula | 1963  | رسالة من إمرأة مجهولة | Lettre d'une femme inconnue                                       |
| Shayatin el lail            | 1965  | شيطان الليل           | Satan la nuit (titre international : Nightmares)                  |
| Wadia, El                   | 1966  | الوديعة               | Le gage                                                           |
| Kandil Om Hashem            | 1968  | قنديل أم هاشم         | Om Hashem’s Lantern                                               |
| Bamba kashar                | 1974  | بمبى كشر              | Bamba kashar                                                      |
| Orid hallan                 | 1975  | أريد حلًا              | Je veux une solution                                              |
| Saqqa mat, al-              | 1977  | السقا مات             | Le porteur d'eau est mort                                         |
| Al-Kit Kat                  | 1991  | الكيت كات             | Kit Kat                                                           |
| Ard el ahlam                | 1993  | أرض الاحلام           | Pays des rêves                                                    |
| Nasser 56                   | 1996  | ناصر ٥٦               | Nasser 1956                                                       |

### Webographie
- « Amina Rizk » (présentation), sur l'Internet Movie Database
- (en) « Amina Rizk », sur Find a Grave
- « Biographie de Amina Rizq (أمينة رزق) », sur egyptefilm.fr.